# Малый Исток (природный парк)
«Малый Исток» — природный парк в Свердловской области на территории города Екатеринбурга. Образован в 2004 году. Площадь парка — 165,46 га.
Территория парка покрыта сосновым лесом, имеется пруд на реке Исток.